# Архімед
Архімед (дав.-гр. ᾽Αρχιμήδης; близько 287 до н. е., Сиракузи — 212 до н. е., Сиракузи) — давньогрецький математик, фізик, інженер, винахідник та астроном. Хоча дуже мало деталей відомо про його життя, він вважається одним з найвидатніших науковців античності.

## Основні досягнення
Серед його досягнень у фізиці, — заснування гідростатики, статики та пояснення принципу важеля. Йому приписують винайдення новаторських механізмів, включно з облоговими машинами та гвинтовим насосом, названим на його честь. Сучасними експериментами перевіряли твердження, що Архімедові пристрої могли підіймати кораблі в повітря з води, потім їх топити чи підпалювати за допомогою набору дзеркал.
Архімед зазвичай вважається найвидатнішим математиком античності та одним з найвидатніших всіх часів. Він використовував метод вичерпування, щоб розрахувати площу, обмежену дугою параболи, шляхом розрахунку суми нескінченного ряду і дав надзвичайно точне наближення числа пі. Він також винайшов спіраль, яка носить його ім'я, формули для розрахунку об'ємів поверхонь обертання та оригінальну систему для вираження дуже великих чисел.
Архімед помер під час облоги Сиракуз, вбитий римським солдатом, попри наказ не заподіювати йому шкоди. Цицерон описує свій візит на могилу Архімеда, яку увінчувала сфера вписана в циліндр. Архімед довів, що об'єм чи площа поверхні сфери становлять дві третини від відповідних параметрів описаного циліндра, і вважав це одним зі своїх найбільших математичних досягнень.
У часи античності Архімед був більше відомий через свої винаходи, а не математичні праці. Математики з Александрії читали та цитували його, проте перша повна компіляція була зроблена тільки 530 року Ісидором з Мілету, тоді як коментарі творів Архімеда, написані Євтокієм в шостому столітті вперше відкрили їх для широкої аудиторії. Ті кілька письмових копій Архімедових праць, які вціліли протягом Середньовіччя, були впливовими джерелами ідей для науковців у часи Ренесансу. Завдяки віднайденому в 1906 році палімпсесту Архімеда з раніше невідомими його працями вдалося пролити світло на те, як він отримував математичні висновки.

## Біографія

Archimēdous Panta sōzomena, 1615

Біографію Архімеда написав його товариш Гераклід (не плутати з біографом Гераклідом Понтійським), однак пізніше його робота була втрачена, і багато епізодів життя великого математика донині залишаються невідомими. Відомості про життя Архімеда залишили також Полібій, Тіт Лівій, Цицерон, Плутарх, Вітрувій та інші. Однак усі вони жили на багато років пізніше описуваних подій, і достовірність цих відомостей оцінити важко.

### Ранні роки
Архімед народився і прожив більшу частину життя в Сиракузах на острові Сицилія, самоуправній колонії Великої Греції. Його батьком був математик і астроном Фідій. Батько прищепив синові ще в ранні роки зацікавленість до математики, механіки й астрономії. Для навчання Архімед вирушив до Александрії — наукового і культурного центру елліністичного світу.

### Александрійський період
В Александрії Архімед зблизився з учнями Евкліда — Ератосфеном Кіренейським, Кононом Самоським і Досіфеєм, з якими листувався до кінця життя. У той час Александрія славилася своєю бібліотекою, в якій зберігалося понад 700 тисяч рукописів. Імовірно, саме тут Архімед познайомився з працями Демокріта, Евдокса Кнідського, Аристарха Самоського та інших значних грецьких геометрів, про яких він згадував і у своїх творах.

### Повернення на Сицилію
Після навчання Архімед повернувся на Сицилію. У Сиракузах його оточили увагою, він грішми не нуждався. Історики давнини мало розповідали про його математичні заслуги, від них до наших часів дійшли відомості про чудові винаходи під час служби у царя Гієрона II.
В особі Архімеда світова наука має приклад науковця, у якому успішно поєднувалися риси геніального математика, механіка та інженера. Наукові погляди Архімеда мали передовий характер.

## Легенди, пов'язані із життям Архімеда
Через давність років історія життя Архімеда тісно переплелася з легендами про нього. Вони почали виникати ще за життя науковця, приводом для них служили його вражаючі винаходи, які здійснювали приголомшливу дію на сучасників.

### Золота корона

Згідно з легендою, Архімед використав свій закон гідростатики, щоб визначити, чи не менше питома вага золотої корони Гієрона II, ніж у чистого золота.

Відома оповідь про те, як Архімед зумів визначити, чи зроблена корона сиракузького тирана Гієрона II з чистого золота або ж ювелір підмішав значну кількість срібла. Питома вага золота на той час вже була відомою, але складність полягала в тому, щоб точно визначити об'єм корони, адже вона мала неправильну форму. Архімед довгий час розмірковував над цим завданням. Зрештою, коли він приймав ванну, йому в голову прийшла блискуча ідея: занурюючи корону у воду, можна визначити її об'єм, вимірявши об'єм витісненої нею води. Згідно з легендою, Архімед вискочив голий на вулицю з криком «Еврика!» (дав.-гр. εὕρηκα!), що означало буквально «Знайшов!». Так науковець відкрив основний закон гідростатики, нині відомий як закон Архімеда.

### Корабель «Сиракосія»
Інша легенда розповідає про побудований Гієроном в подарунок єгипетському цареві Птолемею III важкий багатопалубний корабель «Сиракосія», який жодним чином не вдавалося спустити на воду. Архімед спорудив систему блоків (фактично поліспаст), за допомогою якого він зміг виконати цю роботу одним рухом руки. За легендою, Архімед заявив при цьому: «Будь в моєму розпорядженні інша Земля, на яку можна було б встати, я зсунув би з місця нашу» (дав.-гр. δῶς μοι πᾶ στῶ καὶ τὰν γᾶν κινάσω). В іншому варіанті, дещо поширенішому, його репліка передається так:
| Дайте мені точку опори, і я поверну Землю! |

### Облога Сиракуз
Інженерний геній Архімеда з особливою силою проявився під час облоги Сиракуз римлянами в 212 року до н. е. в ході Другої Пунічної війни, коли йому в цей час виповнилося вже 75 років. Побудовані Архімедом потужні метальні машини закидали римські війська важкими каменями. Думаючи, що вони будуть в безпеці біля самих мурів міста, римляни кинулися туди, але в цей час легкі метальні машини близької дії закидали їх градом ядер. Потужні крани захоплювали залізними гаками кораблі, піднімали їх догори, а потім кидали вниз, так що кораблі переверталися й тонули.
Римляни змушені були відмовитися від задуму взяти місто штурмом і перейшли до облоги. Знаменитий історик давнини Полібій писав:
| «Така чудова сила однієї людини, одного дарування, вміло спрямована на будь-яку справу… римляни могли б швидко оволодіти містом, якби хто-небудь вилучив з середовища сиракузян одного старця». |
Навіть під час облоги Архімед не давав спокою римлянам: римський флот спалили захисники міста за допомогою дзеркал і відполірованих до блиску щитів, сфокусованих на сонячні промені за наказом Архімеда. За підрахунками математиків загальна площа дзеркал становила близько 100 метрів квадратних. Існує думка, що кораблі підпалювалися влучно кинутими запаленими снарядами, а сфокусовані промені служили лише прицільною міткою для баліст. Однак експеримент грецького вченого Іоанніса Саккаса (1973) показав інше. Він використовував 70 мідних дзеркал і з їх допомогою успішно підпалив фанерну модель римського корабля з відстані 50 м.
Тільки внаслідок зради римлянам вдалось взяти Сиракузи восени 212 року до н. е.

### Загибель Архімеда

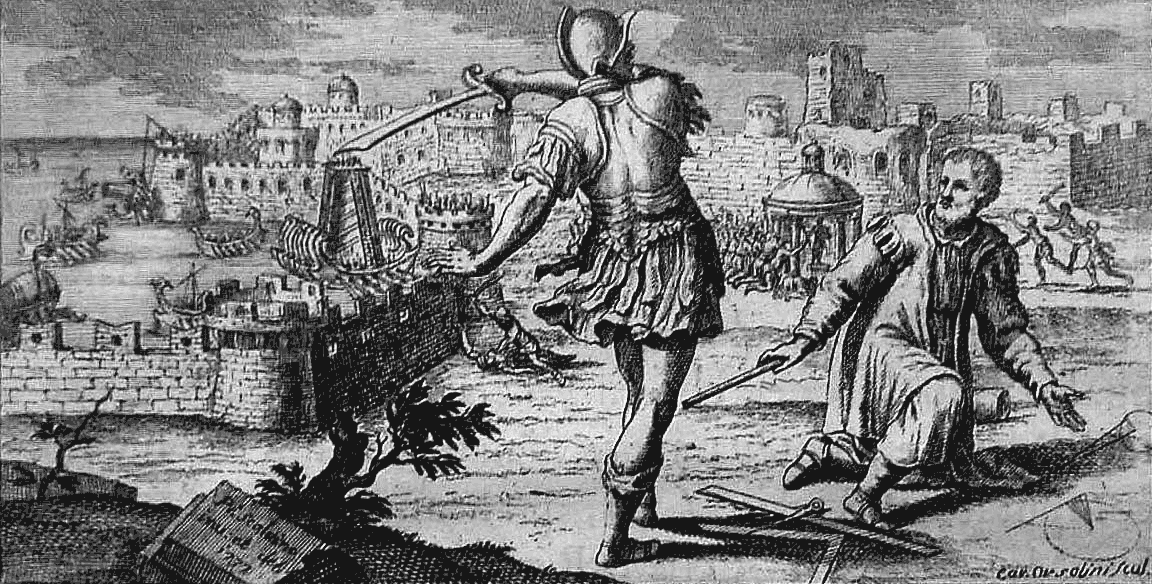
«Смерть науковця Архімеда», за легендою, гравюра в книзі історика Джаммарія Маццукелі (1707—1765)

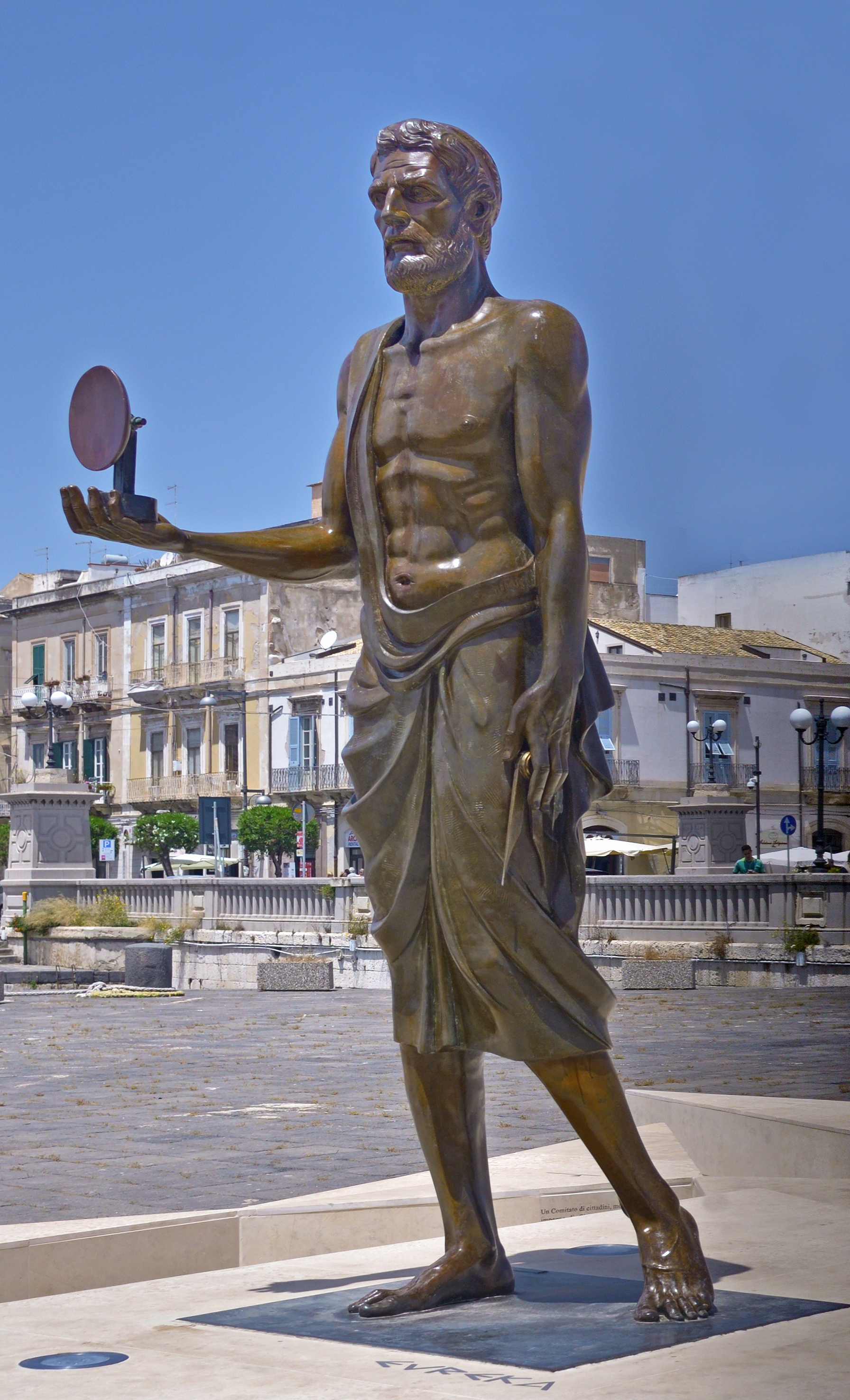
Пам'ятник Архімеду у Сіракузах

Оповідь про загибель Архімеда у давньоримських джерелах існує в декількох версіях. Найпоширеніші історії:
- Розповідь Іоанна Цеца[16]: у розпал бою 75-річний Архімед сидів на порозі свого дому, розмірковуючи над кресленнями, зробленими ним просто на дорожньому піску. У цей час римський воїн, який пробігав повз, наступив на креслення, і обурений науковець кинувся на римлянина з криком: «Не чіпай моїх креслень!». Солдат зупинився і холоднокровно зарубав старого мечем.

- Розповідь Плутарха: «До Архімеда підійшов солдат і оголосив, що його кличе Марцелл. Але Архімед наполегливо просив його зачекати одну хвилину, щоб завдання, яким він займався, не залишилася невирішеним. Солдат, якому не було діла до його доведення, розсердився й пробив його своїм мечем». Далі Плутарх стверджує, що командувач Марцелл розгнівався через загибель Архімеда, якого він нібито наказав не чіпати.

- Воїн увірвався в будинок Архімеда, бажаючи розграбувати його будинок. Він заніс меч на хазяїном, а той тільки і встиг крикнути: «Зупинись, почекай хоча б трохи. Я хочу закінчити розв'язок задачі, а потім роби що хочеш!»

- Існує також версія про те, що Архімед сам вирушив до Марцелла, щоб віднести йому свої прилади для вимірювання величини Сонця. По дорозі його ноша привернула увагу римських солдатів. Вони вирішили, що вчений несе в скриньці золото або коштовності, і, недовго думаючи, перерізали йому горло.

- Ще одна версія трактує загибель Архімеда так: коли римський вояк прийшов, виконуючи наказ Марцелла, щоб привести винахідника до свого командувача, якого він назвав світлим «наче сонце», той відповів: не затуляй мені Сонце, чим образив солдата, який і вбив його за це.

Цицерон, будучи квестором на Сицилії 75 року до н. е., пише в «Тускуланських бесідах», що йому в 75 році до н. е., через 137 років після загибелі Архімеда, вдалося виявити його напівзруйновану могилу. На ній, як і заповідав Архімед, розмістили зображення кулі, вписаної в циліндр.

## Архімед як інженер

Архімедів гвинт

Праці Архімеда з гідромеханіки і статики є зразком застосувань математики до задач з природознавства й техніки. Особливо важливий його твір «Про плаваючі тіла», в якому викладено знаменитий закон гідростатики.
Архімед відкрив закони важеля, розробив методи визначення складу сплавів та інше. Свої фізико-математичні знання широко використовував для конструювання різних машин і споруд. Він винайшов гвинтовий насос (архімедів гвинт), розробив систему важелів, блоків і гвинтів для піднімання вантажів, сконструював кілька військових метальних машин.
Інженерний геній Архімеда з силою проявився при облозі Сиракуз, багатого торгового міста на острові Сицилія. Воїнів римського консула Марцелла було надовго затримано біля стін міста небаченими машинами: потужні катапульти прицільно стріляли кам'яними брилами, в бійницях були встановлені метальні машини, що метали силу-силенну ядер, берегові крани поверталися за межі стін і закидали кораблі противника кам'яними і свинцевими брилами, гаки підхоплювали кораблі і кидали їх вниз з великої висоти, системи увігнутих дзеркал (у деяких розповідях щитів) підпалювали кораблі. У біографії Марцелла Плутарх описує жах, який панував у лавах римських воїнів:
|  | Щойно вони помічали, що через фортечної стіни показується мотузка чи колода, вони починали тікати з криком, що ось Архімед ще вигадав нову машину на їхню погибель. |

Авторству Архімеда також приписується удосконалення потужності і точності катапульти, а також винахід одометра в роки Першої Пунічної війни. Одометр описується як віз із механізмом передачі, який кидав кулю у контейнер після кожної пройденої милі подорожі.

### Архімедів гвинт
Корабель такого розміру як «Сиракосія» мав пропускати значну кількість води через корпус. Гвинт Архімеда був, імовірно, розроблений з метою усунення цієї води. Машина Архімеда була пристроєм з обертовим гвинтом у формі леза усередині циліндра. Він приводився у дію вручну, і міг також бути використаний для передачі води з низинних водойм у зрошувальні канали. Гвинт Архімеда як і раніше використовується сьогодні для перекачування рідин та гранульованих твердих речовин, таких як вугілля і зерно. Гвинт Архімеда описаний в часи Римської імперії Вітрувієм, можливо, дозволив покращити гвинтовий насос, який використовувався для зрошення Висячих садів Семіраміди. Перший у світі морський пароплав з гребним гвинтом збудований в 1839 році був названий Архімед на честь Архімеда і його винаходу.

## Математичні здобутки Архімеда
Деякі твори Архімеда дійшли до нас, а значна частина їх не збереглася. Про їх зміст дізнаються з творів інших науковців. Архімед зробив величезний внесок в розвиток математики. Спіраль Архімеда, яку описує точка, яка рухається по колу, що обертається, стояла окремо серед численних кривих, відомих його сучасникам. Архімед навчився знаходити дотичну до своєї спіралі (а його попередники вміли проводити дотичні до конічних перетинів), знайшов площу її витка, а також площу еліпса, поверхні конуса і кулі, об'єми кулі і сферичного сегменту у праці «Про коноїди і сфероїди». Особливо він пишався відкритим ним співвідношенням об'єм кулі і описаного навколо неї циліндра, що дорівнює 2:3 у праці «Про кулю і циліндр». Архімед багато займався і проблемою квадратури круга.

### Визначення числа π

Вчений обчислив відношення довжини кола до його діаметра (число π). Він розглядав правильні багатокутники вписані і описані навколо кола. Порівнюючи периметри багатокутників можна визначити верхню і нижню границі для ободу кола. Ця метода дозволяла визначити з довільною точністю число π, як відношення довжини кола до діаметра. Архімед зробив оцінку для числа π вибравши багатокутник з певною кількістю сторін. Для нього ця величина лежить в межах:
{\displaystyle 3{\frac {10}{71}}<\pi <3{\frac {1}{7}}.}
Значення {\displaystyle 3{\frac {1}{7}}} є цікавим з точки зору ланцюгових дробів — число {\displaystyle {\frac {22}{7}}} отримують розкладаючи число {\displaystyle \pi } в ланцюговий дріб.

### Диференціальне числення
Спосіб мислення Архімеда при визначенні довжини кола і площі фігури був близький до методів диференціального й інтегрального числень, що з'явилися лише через 1800 років. При доведені більшості теорем математичного аналізу використовується границя числової послідовності. При визначені числа π Архімед шукав границю відношення периметру багатокутника до його діагоналі.
Іншим прикладом подібного способу мислення, є сума нескінченної геометричної прогресії із знаменником 1/4.

{\displaystyle {1}+{1 \over 4}+{1 \over 4^{2}}+{1 \over 4^{3}}+\ldots ={1 \over 1-{1 \over 4}}={4 \over 3}}
Правда границю числової послідовності він шукав геометричним способом (уся грецька математика ґрунтувалась на геометричних побудовах). Це був перший в математиці приклад нескінченного ряду.

### Визначення площі сегмента параболи

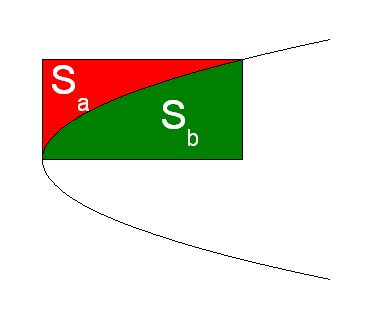

Велич Архімеда у тому, що користуючись типовими для свого часу математичними методами розв'язував нетипові задачі. Греки при розв'язуванні математичних задач мислили трикутниками, колами, прямими і дугами. Архімед також мислив геометрично. І в межах цього підходу, фактично проінтегрував параболу у праці «Про квадратуру параболи»: Він довів, що відношення площ, для частин прямокутника, діагоналлю якого є квадратна парабола, становить один до двох.
{\displaystyle {S_{a} \over S_{b}}={1 \over 2}}
Користуючись сучасними позначеннями, це означає:
{\displaystyle \int _{0}^{a}x^{2}dx={a^{3} \over 3}}
Площа прямокутника у цьому випадку становить {\displaystyle a\cdot a^{2}=a^{3}}. Площі відповідних частин прямокутника
{\displaystyle S_{a}={a^{3} \over 3},\quad S_{b}=a^{3}-S_{a}={2 \over 3}a^{3}}
і відповідно
{\displaystyle {S_{a} \over S_{b}}={{1 \over 3}a^{3} \over {2 \over 3}a^{3}}={1 \over 2}}

### «Псамміт»
Велику роль в розвитку математики зіграв його твір «Псамміт» — «Про число піщинок», в якому він показав, як за допомогою існуючої системи числення можна виражати як завгодно великі числа. Як привід для своїх міркувань він використовує задачу про підрахунок кількості піщинок у видимому Всесвіті. Тим самим було спростовано поширену на той час думку про наявність таємничих «найбільших чисел» й доведено нескінченність натурального ряду чисел.

## Наукова спадщина

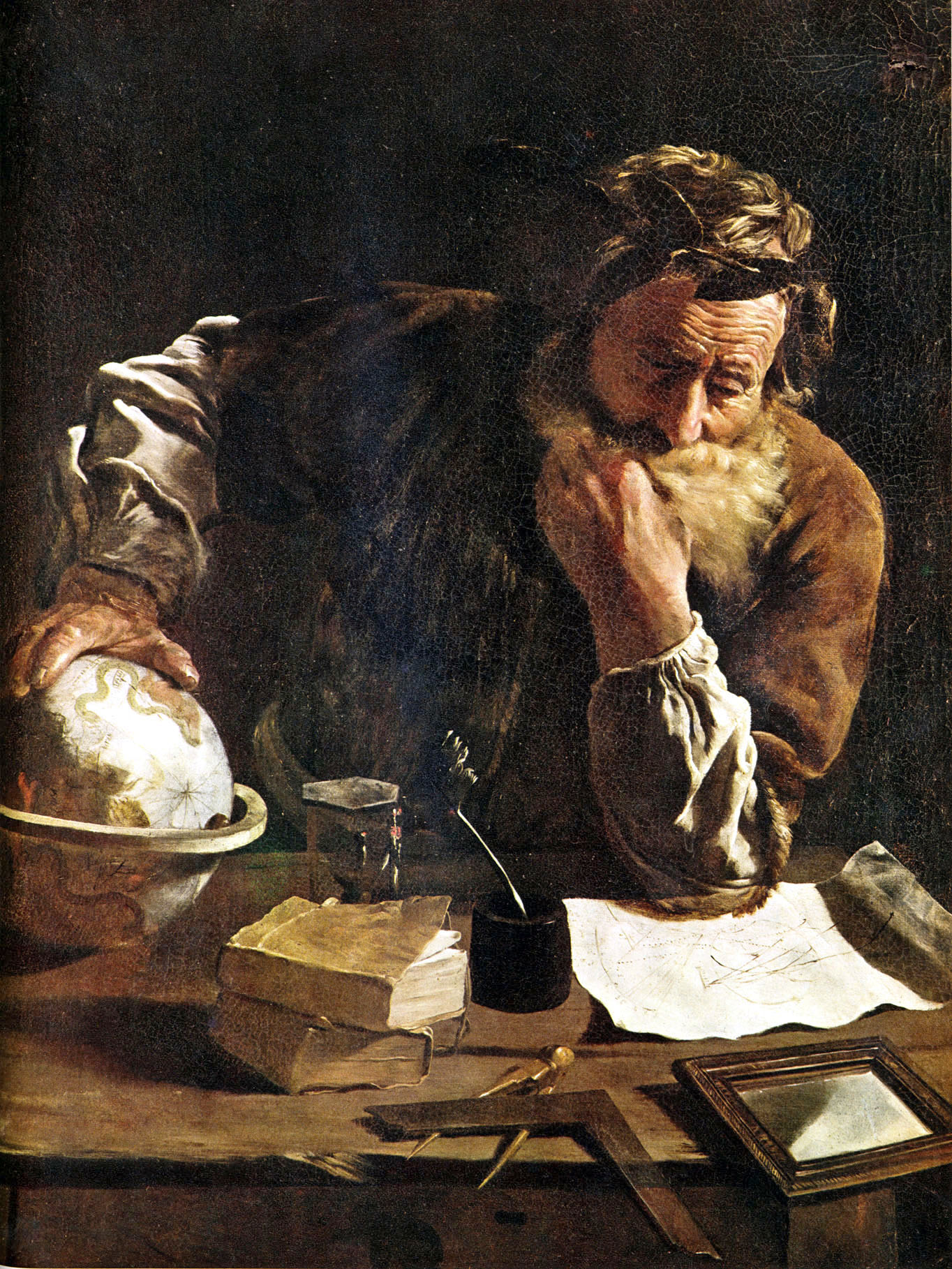
Задумливий Архімед, Доменіко Фетті

Донині збереглись такі праці Архімеда:
- Квадратура параболи (τετραγωνισμὸς παραβολῆς) — визначається площа сегмента параболи.
- Про кулю і циліндр ( περὶ σφαίρας καὶ κυλίνδρου) — доводиться, що об'єм кулі дорівнює 2:3 від обсягу описаного навколо неї циліндра, а площа поверхні кулі дорівнює площі бічної поверхні цього циліндра.
- Про спіралі ( περὶ ἑλίκων) — виводяться властивості спіралі Архімеда.
- Про коноїди і сфероїди ( περὶ κωνοειδέων καὶ σφαιροειδέων) — визначаються обсяги сегментів параболоїда, гіперболоїда і еліпсоїдів обертання.
- Про рівновагу пласких фігур ( περὶ ἰσορροπιῶν) — виводиться закон рівноваги важеля; доводиться, що центр ваги плаского трикутника розташований в точці перетину його медіан; знаходяться центри інерції паралелограма, трапеції і параболічного сегмента.
- Послання до Ератосфена про метод ( πρὸς Ἐρατοσθένην ἔφοδος) — виявлено в 1906 р., з тематики частково дублює роботу «Про кулю і циліндр», але тут використовується механічний метод доведення математичних теорем.
- Про плаваючі тіла ( περὶ τῶν ὀχουμένων) — виводиться закон плавання тіл; розглядається задача про рівновагу перетину параболоїда, що моделює корабельний корпус.
- Вимірювання кола ( κύκλου μέτρησις) — до нас дійшов тільки уривок з цього твору. Саме в ньому Архімед обчислює наближення для числа {\displaystyle \pi }.
- Псамміт ( ψαμμίτης) — вводиться спосіб запису дуже великих чисел.
- Стомахіон ( στομάχιον) — подано опис популярної гри.
- Задача Архімеда про биків ( πρόβλημα βοικόν) — ставиться задача, яка приводиться до рівняння Пелля.

Збереглися тільки в арабському перекладі такі праці Архімеда:
- Трактат про побудову близько кулі тілесної фігури з чотирнадцятьма основами;
- Книга лем;
- Книга про побудову кола, розділеного на сім рівних частин;
- Книга про дотичні кола.

## Вшанування пам'яті
Вулиця Архімеда у містах Дніпро, Кривий Ріг.